# Larkin Grimm
Larkin Grimm (ur. 18 września 1981 w Memphis) – amerykańska piosenkarka, kompozytorka, autorka tekstów i multiinstrumentalistka.

## Życiorys i kariera artystyczna

### Początki
Larkin Grimm urodziła się 18 września 1981 w Memphis w stanie Tennessee jako córka ludowego skrzypka i śpiewaczki. Wychowywała się głównie w północnej Georgii, we wspólnocie religijnej Holy Order of MANS. Gdy miała 6 lat jej rodzina przeniosła się w góry Blue Ridge w Georgii, po czym szybko powiększyła się o pięcioro dzieci. Później Grimm spędzała dużo czasu z muzykami w sklepie muzycznym ojca w miejscowości Dahlonega. Słuchała lokalnej, uczelnianej rozgłośni radiowej.
Jako nastolatka uczęszczała do kilku szkół. Ponieważ miała uzdolnienia malarskie i rzeźbiarskie, dostała stypendium na studia artystyczne na uniwersytecie Yale. Studia te kilkakrotnie przerywała, po czym podejmowała na nowo. W międzyczasie podróżowała, od Tajlandii po Gwatemalę, by ostatecznie dotrzeć autostopem na Alaskę. Gdy po pewnym czasie jej zapasy żywności skurczyły się, niespodziewanie pojawiła się na jej drodze czirokezka szamanka, Jezebel Crow, która została jej przewodnikiem duchowym i ostatecznie zachęciła ją do powrotu do Yale. Po powrocie Grimm zaczęła włączać śpiew do swojej działalności artystycznej, by w końcu podjąć decyzję o zostaniu muzykiem. Ukończyła też uczelnię, choć z brakującym jednym zaliczeniem.
W Yale Grimm poznała piosenkarza Davida Longstretha wchodząc wkrótce w skład jego zespołu, Dirty Projectors. W tym czasie jej brat, Joseph Grimm, również tworzył muzykę pod pseudonimem Wind-Up Bird. 31 października 2002 Grimm wydała własnym nakładem album North Country, złożony z 4 utworów, które sama napisała, wykonała i zarejestrowała. Album udostępniła jako digital download za pośrednictwem serwisu Bandcamp.
Na początku 2004 Grimm nawiązała kontakt korespondencyjny z Michaelem Girą. Wysłała mu surowe demo swojej wokalizy do partii instrumentalnych. Gira zainteresował się jej głosem zachęcając ją do pracy nad jego rozwojem. Artystka poszła za jego radą.

### Harpoon(2005)
Podczas studiów w Yale Grimm nagrała i wydała w 2005 roku nakładem wytwórni Secret Eye swój debiutancki album, Harpoon. Choć album składa się w całości z oryginalnego materiału, to uwidocznił się w nim wpływ korzeni muzycznych Grimm z pogórza Georgii, nadając muzyce głębokiego, instruktywnego charakteru.

### The Last Tree(2006)
Po przeprowadzce do Providence w stanie Rhode Island Grimm w 2006 roku wydała drugi album, The Last Tree. Zyskała nim pewien rozgłos, zwłaszcza wśród członków ruchu freak-folk, w tym jej przedstawiciela, Devendry Banharta.

### Parplar(2008)
W 2007 roku Larkin i Gira po raz pierwszy spotkali się w jego domu niedaleko Woodstock w stanie Nowy Jork i rozpoczęli pracę nad jej nagranymi wcześniej piosenkami wybierając spośród nich 15. Larkin sama je napisała i zaśpiewała, grając na gitarze akustycznej, banjo, instrumencie Casio, chińskiej harfie i cymbałach górskich. Wśród muzyków gościnnych znaleźli się związani z wytwórnią Young God Records członkowie zespołu Fire On Fire (Colleen Kinsella, Caleb Mulkerin, Micah Smalldone i Chriss Sutherland) oraz inni muzycy (Jordan Voelker, Brian Carpenter, Eszter Balint, Phil Puleo, Steve Moses, Gwen Snyder, Siobhan Duffy Gira i Jason LaFarge). Większość nagrań została zrealizowana w studiu Old Soul. W celu wydania albumu Grimm podpisała kontrakt z Young God Records. Album, zatytułowany Parplar ukazał się w 2008 roku.

### Soul Retrieval(2012)
Po wydaniu albumu Grimm rozstała się z Young God Records i przeniosła się do Nowego Jorku, gdzie poślubiła artystę Mastera Lee zostając matką jego dziecka. Jej kolejny album, Soul Retrieval, wyprodukowany przez Tony’ego Viscontiego ukazał się w 2012 roku nakładem Bad Bitch Records.

### Chasing an Illusion(2017)
Piąty album Grimm, Chasing an Illusion, został wydany przez Northern Spy Records. Muzycznie jest utrzymany w stylu freak-folku. Artystka zintensyfikowała na nim użycie drone’ów i muzyki trance, którymi zajmowała się przez ponad dziesięć lat swojej kariery. Wśród muzyków biorących udział w realizacji albumu znalazł się Tony Visconti.
Grimm sama organizuje swoje trasy koncertowe, nieustannie podróżuje, a dzięki własnej sile woli, naturze wędrowca i poszukiwacza przygód udało jej się zbudować krąg przyjaciół i fanów w całej Europie oraz w Stanach Zjednoczonych i Kanadzie. Występowała z takimi artystami jak: Devendra Banhart, Spires that in the Sunset Rise, Espers, Mi and L'au, Brightblack Morning Light, Entrance, Viking Moses, The Microphones i Old Time Relijun.

## Styl
Grimm określa swoje piosenki jako „eksperymentalną muzykę old-time Southern”. Według redakcyjnego komentarza rozgłośni radiowej WNYC „wydają się one być inkantacjami przywołującymi ożywcze duchy natury”. Artystka gra na gitarze i cymbałach, ale jej najważniejszym instrumentem jest głos. 

## Inspiracje
Wśród postaci historycznych, które wywarły na nią wpływ wymieniła: Martina Luthera Kinga, Hildegardę z Bingen, Madonnę i Geronimo.

## Dyskografia
Zestawienie na podstawie Discogs:

### Albumy wydane nakładem własnym
- North Country (2002, digital download, CD-R)
- Community It Fell From A Very High Place On The Very Same Day I Thought Of Jumping Myself (2003, digital download)
- Untitled Demos (2008)
- Moons Of June (2015)

### Albumy studyjne
- Harpoon (2005)
- The Last Tree (2006)
- Parplar (2008)
- Soul Retrieval (2012)
- Chasing an Illusion (2017)

### Albumy kolaboracyjne
- Featuring Earl Monster ‎– After You Men Explode The World We Women Will Sing It To Sleep (2006; z The Beautiful Babes In Springtime Brainwave Band)
- Devin Brahja Waldman, Larkin Grimm & Lia Simone (2015; z Devinem Brahją Waldmanem i Lią Braswell)

## Oskarżenia o gwałt
W 2016 roku Grimm napisała na swojej stronie na Facebooku, że Gira osiem lat wcześniej zgwałcił ją, czemu muzyk konsekwentnie zaprzeczał.